# BMW řady 5 (E39)
BMW E39  je čtvrtá generace BMW řady 5 , která byla prodávána od roku 1995 do roku 2003. Byla prodávána jako sedan a kombi (označované  jako „Touring“) zavedená v roce 1996. E39 byl nahrazen řadou E60 5 v roce 2003, avšak modely E39 Touring zůstaly ve výrobě až do začátku roku 2004.
Podíl komponent podvozku využívajících hliník se u E39 výrazně zvýšil a byla to první řada 5, která používala hliníkové komponenty v předním zavěšení. Byla to také první řada 5, kde byl k dispozici čtyřválcový vznětový motor. Hřebenové řízení bylo poprvé použito u řady 5 a bylo namontováno na čtyřválcové a šestiválcové modely. Na rozdíl od předchůdce E34 a nástupce E60 nebyla E39 nabízena s pohonem všech kol.
M5 sedan byl uveden v roce 1998, poháněn motorem 4,9 litru S62 V8.

## Vzhled

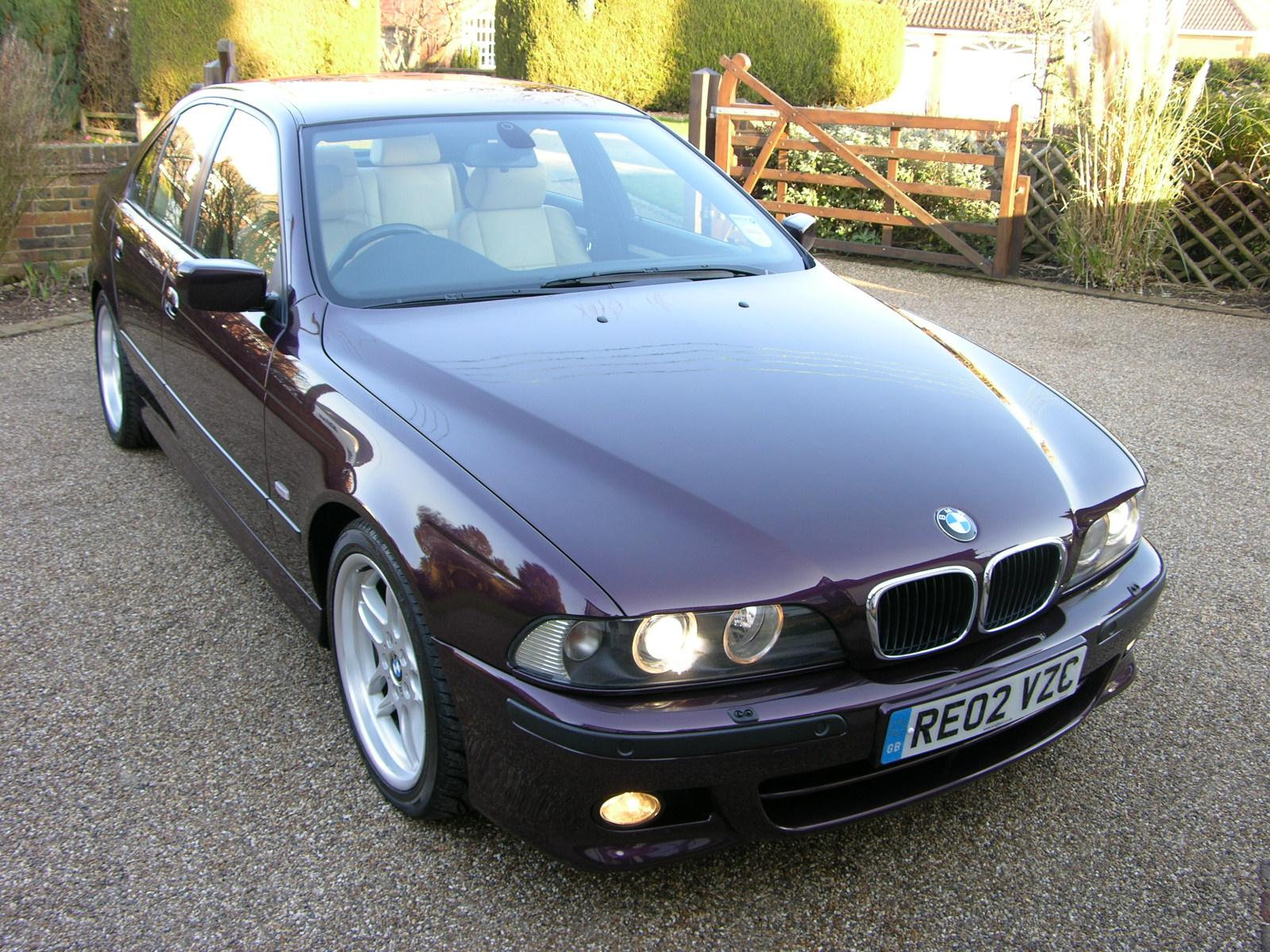
E39 sedan - zepředu
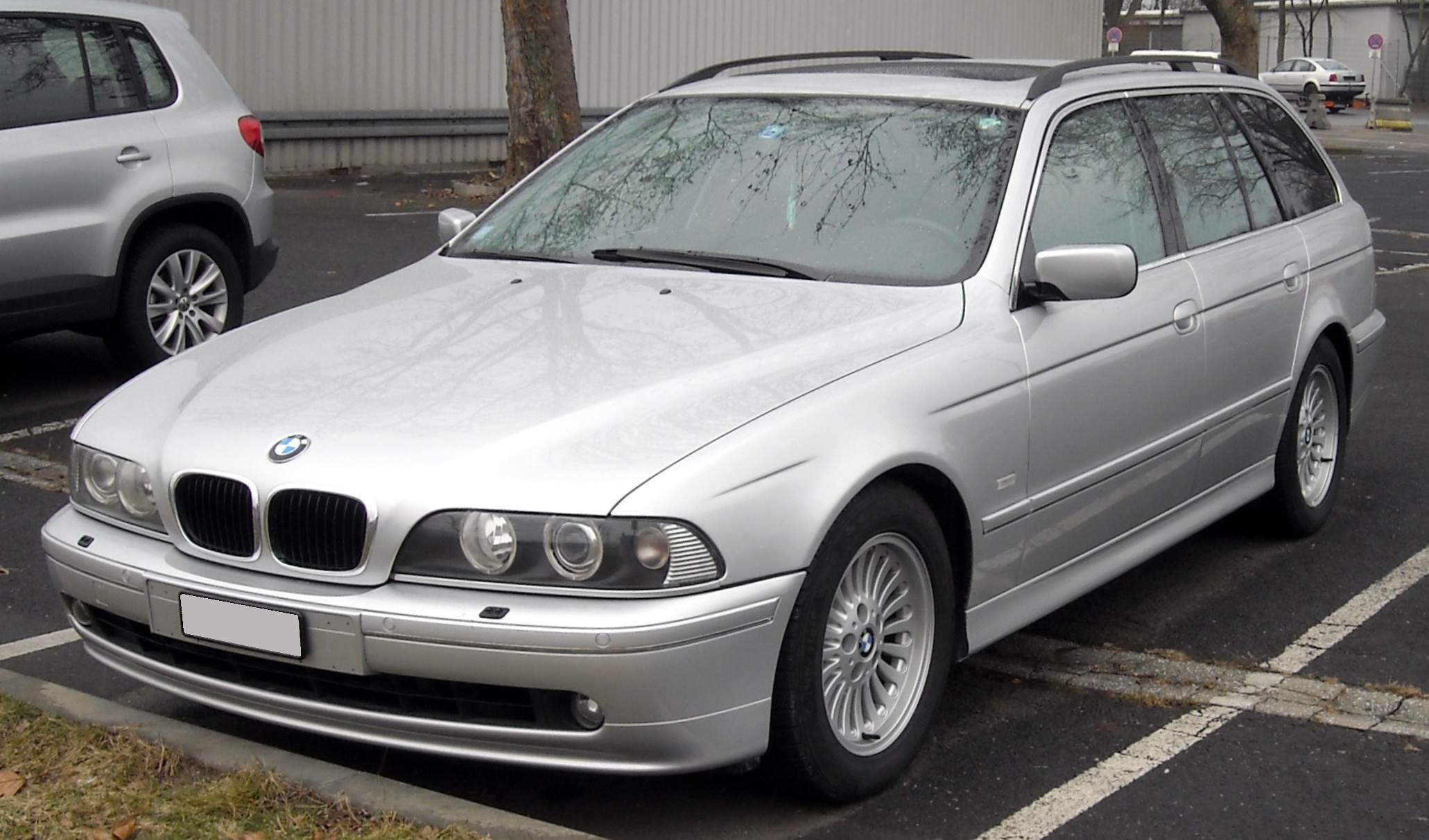
E39 Touring - zepředu
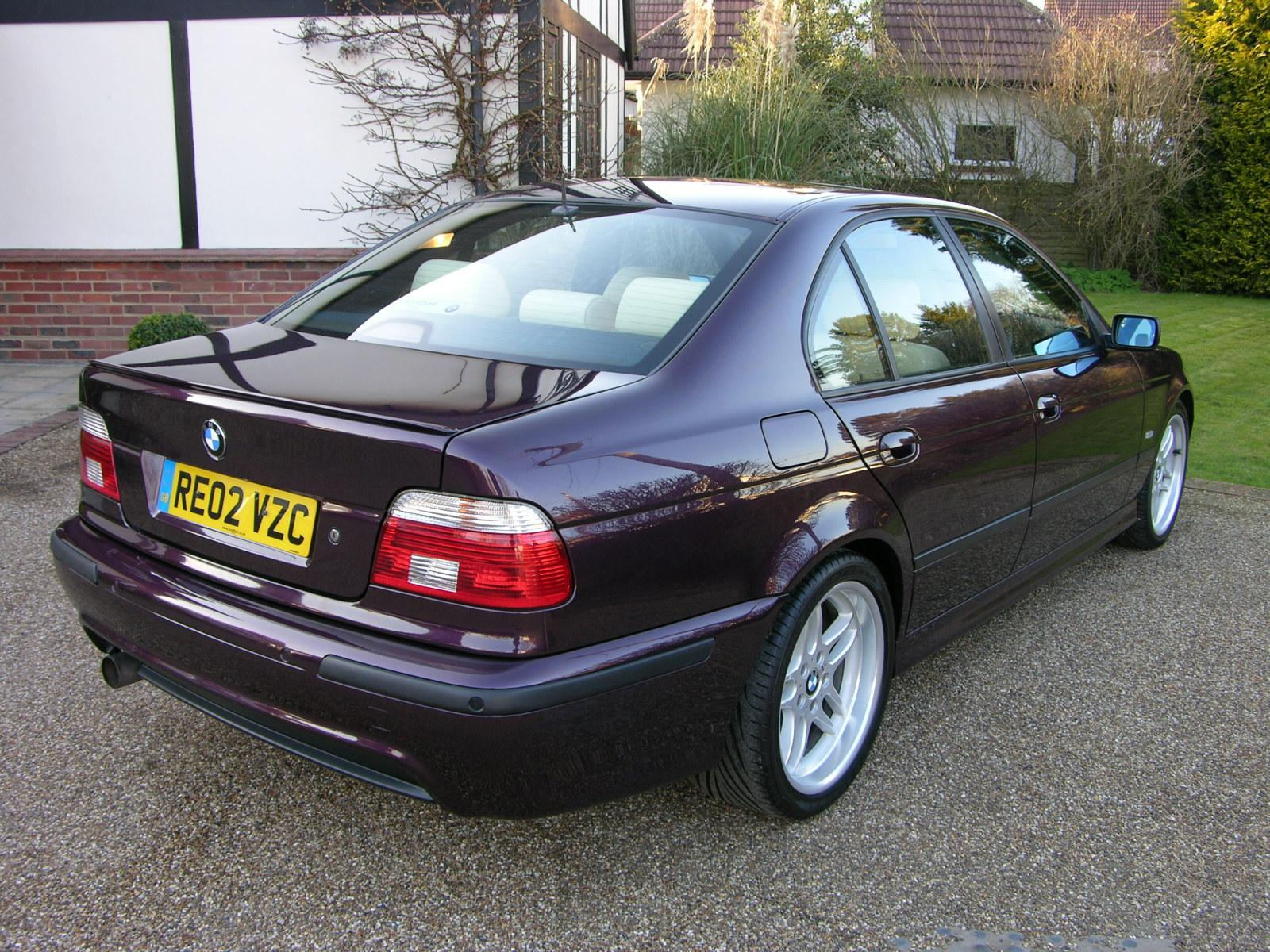
E39 sedan- zezadu
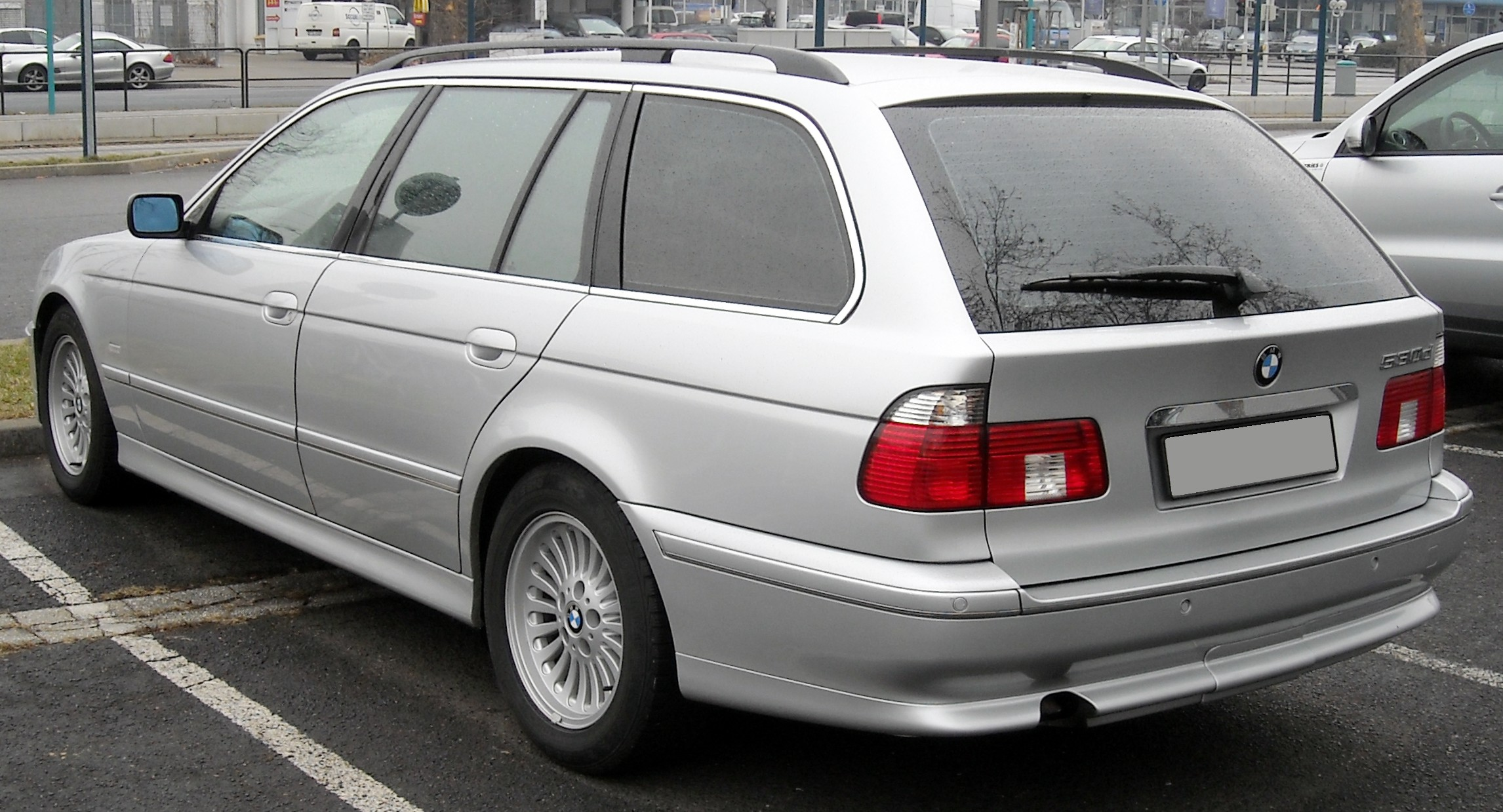
E39 sTouring - zezadu

## Motorizace
Při uvedení na trh se benzinové motory skládaly z M52 R6 a M62 V8 , což byly oba v té době nové motory. V roce 1998 byly představeny verze „technických aktualizací“ (TU) těchto motorů, které zavedly dvojitý VANOS ke zvýšení točivého momentu při nízkých otáčkách. Na faceliftu z roku 2000 (LCI) byl šestiválcový motor M52 nahrazen jeho nástupcem M54 , avšak model M62TU zůstal používán pro modely V8. Model M54B30 (v modelech E46 330i a E39 530i) byl na vrcholu seznamu 10 nejlepších motorů Ward v letech 2002 a 2003.
Počáteční dieselové modely používaly šestiválcový přeplňovaný vznětový motor M51 . V roce 1998 byl představen jeho nástupce M57 , avšak M51 také zůstal ve výrobě další dva roky. V roce 1999 byl v modelu 520d představen čtyřválcový přeplňovaný vznětový motor M47 , který je jediným modelem E39 používajícím čtyřválcový motor.

### Zážehové motory
| Model | Rok       | Motor               | Výkon                        | Točivý moment                    |
| ----- | --------- | ------------------- | ---------------------------- | -------------------------------- |
| 520i  | 1995–1998 | M52B20 straight-6   | 110 kW (148 hp) at 5,900 rpm | 190 N·m (140 lb·ft) at 4,200 rpm |
| 520i  | 1998–2000 | M52TUB20 straight-6 | 110 kW (148 hp) at 5,900 rpm | 190 N·m (140 lb·ft) at 3,500 rpm |
| 520i  | 2000–2003 | M54B22 straight-6   | 125 kW (168 hp) at 6,100 rpm | 210 N·m (155 lb·ft) at 3,500 rpm |
| 523i  | 1995–1998 | M52B25 straight-6   | 125 kW (168 hp) at 5,500 rpm | 245 N·m (181 lb·ft) at 3,950 rpm |
| 523i  | 1998–2000 | M52TUB25 straight-6 | 125 kW (168 hp) at 5,500 rpm | 245 N·m (181 lb·ft) at 3,500 rpm |
| 525i  | 2000–2003 | M54B25 straight-6   | 141 kW (189 hp) at 6,000 rpm | 245 N·m (181 lb·ft) at 3,500 rpm |
| 528i  | 1995–1998 | M52B28 straight-6   | 142 kW (190 hp) at 5,300 rpm | 280 N·m (207 lb·ft) at 3,950 rpm |
| 528i  | 1998–2001 | M52TUB28 straight-6 | 142 kW (190 hp) at 5,500 rpm | 280 N·m (207 lb·ft) at 3,500 rpm |
| 530i  | 2000–2003 | M54B30 straight-6   | 170 kW (228 hp) at 5,900 rpm | 300 N·m (221 lb·ft) at 3,500 rpm |
| 535i  | 1996–1998 | M62B35 V8           | 173 kW (232 hp) at 5,700 rpm | 320 N·m (236 lb·ft) at 3,300 rpm |
| 535i  | 1998–2003 | M62TUB35 V8         | 180 kW (241 hp) at 5,800 rpm | 345 N·m (254 lb·ft) at 3,800 rpm |
| 540i  | 1995–1998 | M62B44 V8           | 210 kW (282 hp) at 5,700 rpm | 420 N·m (310 lb·ft) at 3,900 rpm |
| 540i  | 1998–2003 | M62TUB44 V8         | 210 kW (282 hp) at 5,400 rpm | 440 N·m (325 lb·ft) at 3,600 rpm |
| M5    | 1998–2003 | S62B50 V8           | 294 kW (394 hp) at 6,600 rpm | 500 N·m (369 lb·ft) at 3,800 rpm |

### Vznětové

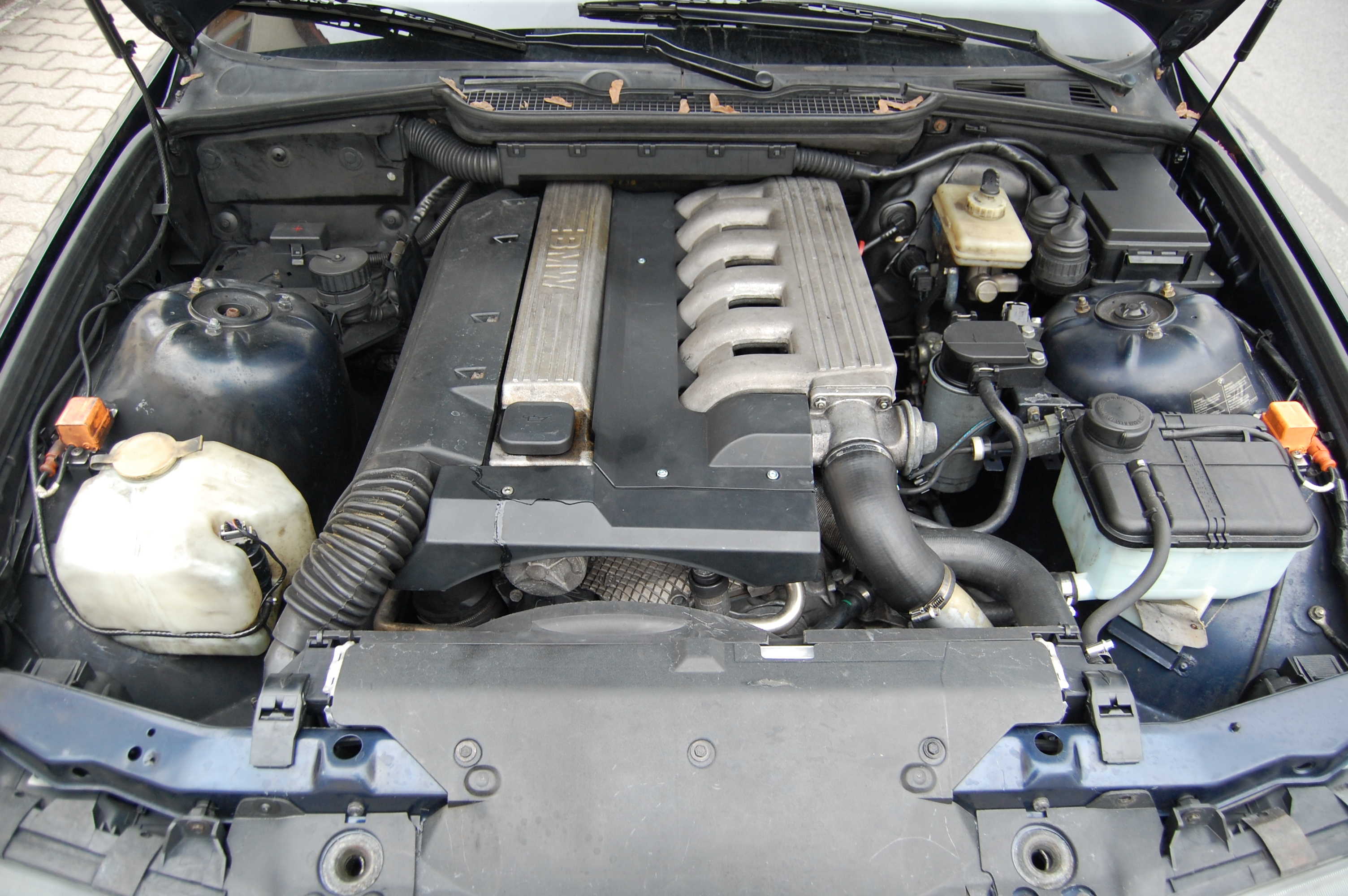
Naftový šestiválcový motor BMW M51 (zde v BMW E36)

| Model  | Rok       | Motor                        | Výkon                        | Točivý moment                    |
| ------ | --------- | ---------------------------- | ---------------------------- | -------------------------------- |
| 520d   | 2000–2003 | M47D20 inline-4 turbo        | 100 kW (134 hp) at 4,000 rpm | 280 N·m (207 lb·ft) at 1,750 rpm |
| 525d   | 2000–2003 | M57D25 straight-6 turbo      | 120 kW (161 hp) at 4,000 rpm | 350 N·m (258 lb·ft) at 2,000 rpm |
| 525td  | 1996–2000 | M51D25 UL straight-6 turbo   | 85 kW (114 hp) at 4,800 rpm  | 230 N·m (170 lb·ft) at 1,900 rpm |
| 525tds | 1996–2000 | M51D25TU OL straight-6 turbo | 105 kW (141 hp) at 4,600 rpm | 280 N·m (207 lb·ft) at 2,200 rpm |
| 530d   | 1998–2000 | M57D30 straight-6 turbo      | 135 kW (181 hp) at 4,000 rpm | 390 N·m (288 lb·ft) at 1,750 rpm |
| 530d   | 2000–2003 | M57D30 straight-6 turbo      | 142 kW (190 hp) at 4,000 rpm | 410 N·m (302 lb·ft) at 1,750 rpm |

## Převodovky

### Manuální převodovky
- 5stupňová ZF S5-39DZ ( 525d , 530d)
- 5stupňová S5D 250G (523i, 528i od roku 1996, 520i, 525i)
- 5stupňová S5D 260Z (525td)
- 5stupňová S5D 320Z (523i až 1996, 530i, 535i)
- 6stupňová převodovka Getrag 420G (540i, M5)

### Automatické převodovky
- 4stupňová GM 4L30-E (A4S270R) (523i a 528i- do roku 1999)
- 5stupňová GM 5L40-E (A5S360R) (523i a 528i 1999–2000)
- 5stupňová GM 5L40-E (A5S390R) (520i, 525i, 530i a 530d)
- 5stupňová ZF 5HP19 (A5S325Z) (523i, 525i, 528, 530i)
- 5stupňová ZF 5HP24 (A5S440Z) (540i po roce 1996, 535i)
- 5stupňová ZF 5HP30 (A5S560Z) (pouze model 540i - 1996)

Modely 523i, 525i, 528i a 530i měly na výběr více typů automatické převodovky současně, starší a novější.

## Další varianty

### M5

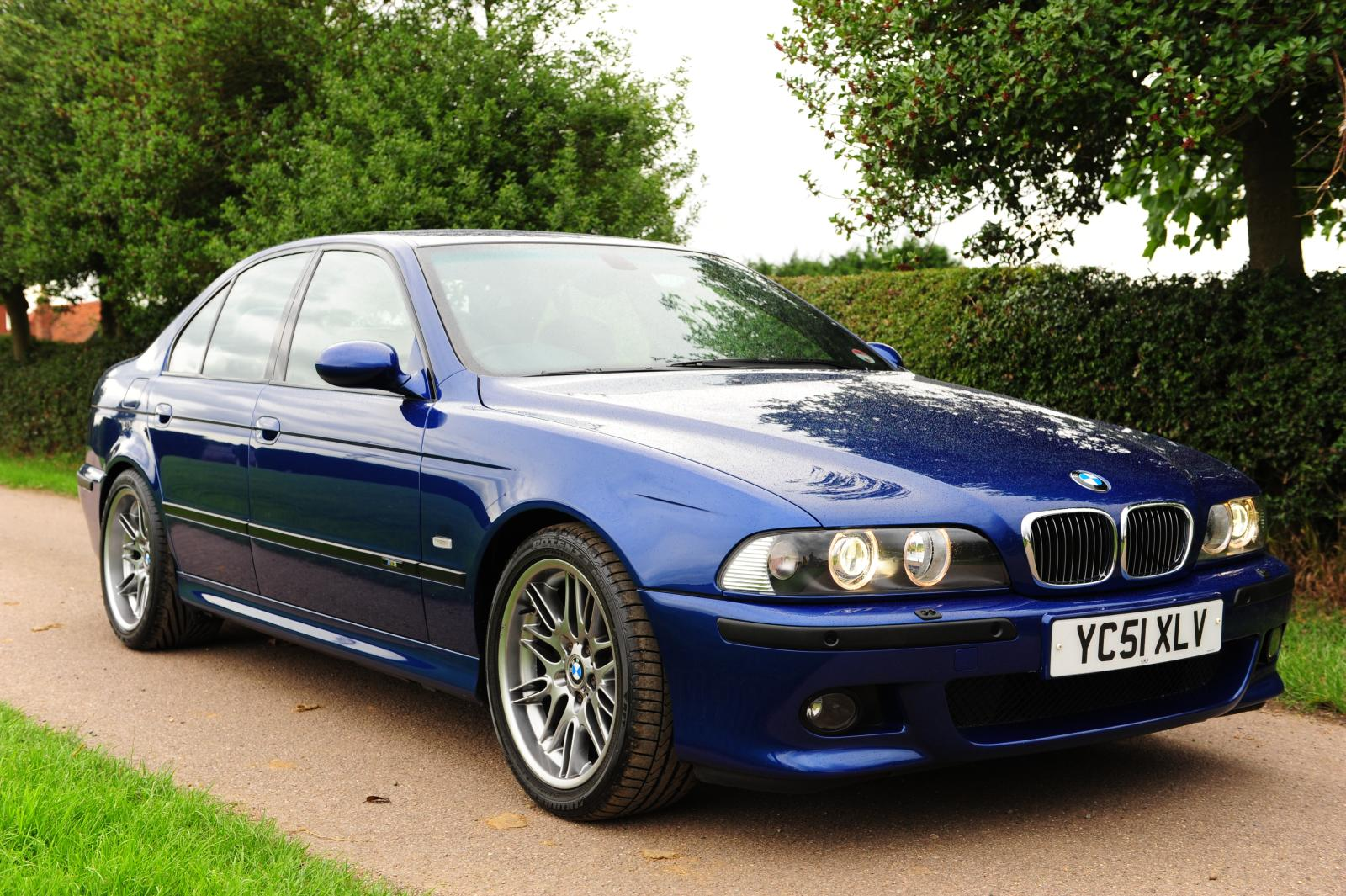
M5 zepředu (facelift)

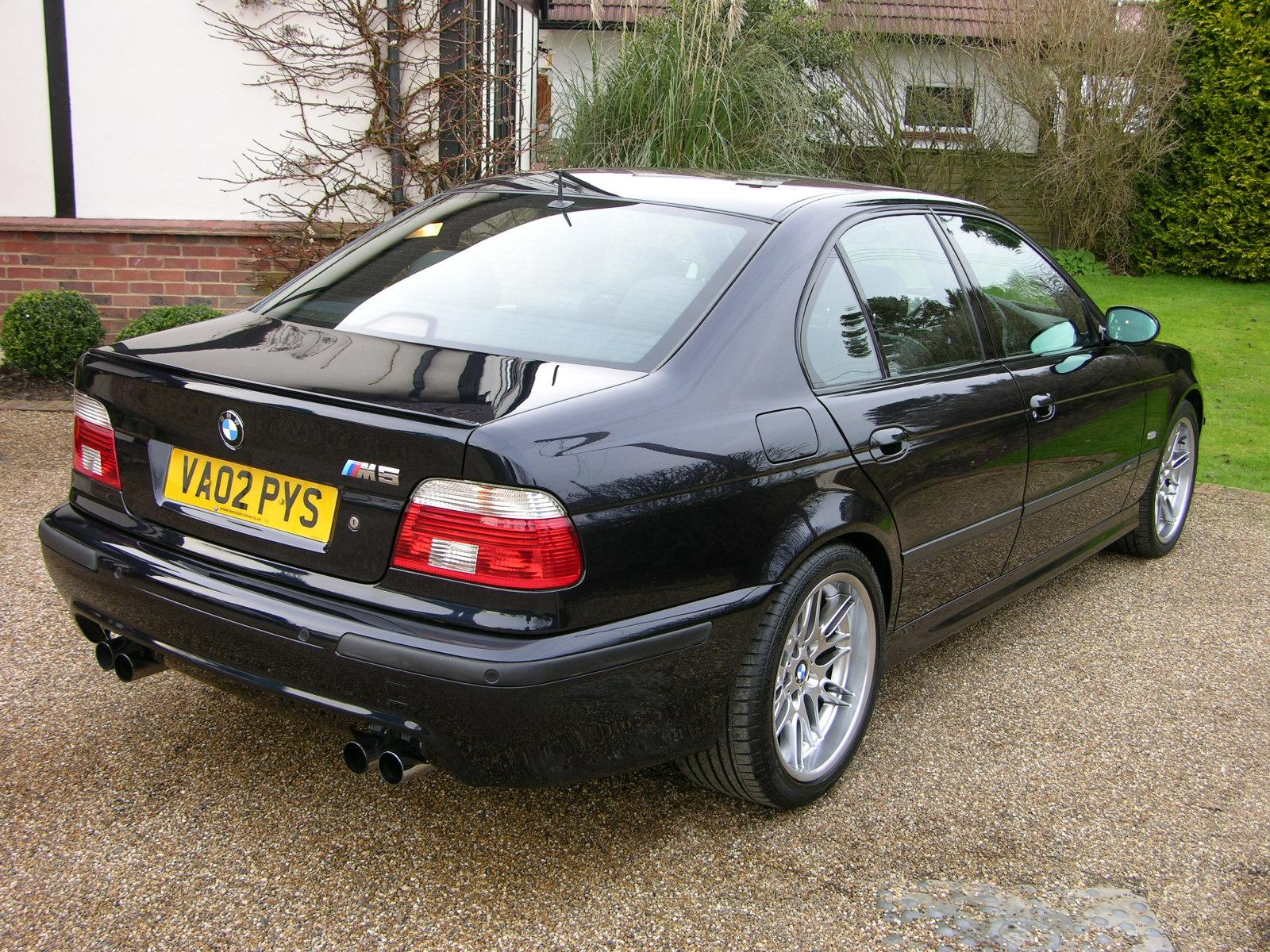
M5 zezadu (facelift)

Verze M5 modelu E39 byla představena v roce 1998 na autosalonu v Ženevě a vyráběla se v letech 1998 až 2003. Poháněl ji motor S62 V8. Všechny vozy E39 M5 byly prodávány ve stylu sedanu se šestistupňovou manuální převodovkou.

### Verze pro Severní Ameriku
V letech 1997–1998 byla modelová řada E39 v Severní Americe tvořena z modelů 528i a 540i. V roce 1999 byla představena verze M5 . V roce 2001 byla varianta 528i zrušena a nahrazena modely 525i a 530i.
V roce 2001 byl na americkém trhu zvýšen výkon 540i na 216 kW (290 k), na rozdíl od jiných trhů, kde výkon 540i zůstal na 210 kW (282 k).
Prodeje ve Spojených státech od května 1999 do května 2000 činily 19 294 vozidel. V následujícím roce byl prodej od května 2000 do května 2001 15 233 vozidel.

### Verze pro Indonésii
V Indonésii byly počáteční modelovou řadou v roce 1996 modely 523i a 528i , pouze verze 523i s manuální převodovkou. Po faceliftu v září 2000 sestávala sestava z 520i, 525i a 530i. Indonéské modely byly sestaveny v Jakartě z kompletních demontážních sad.

### Alpina

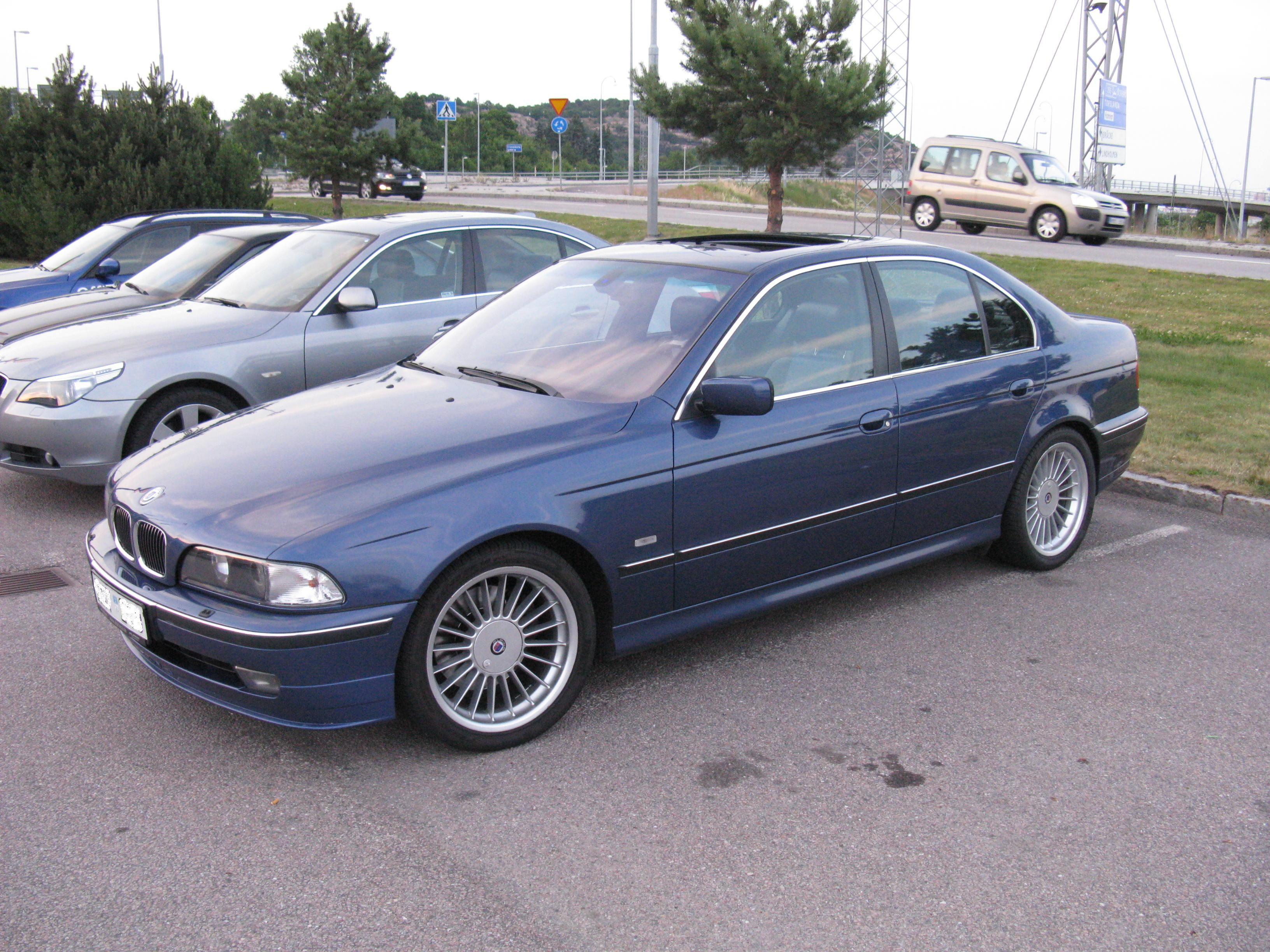
Alpina B10 V8

Modely Alpina B10 3.2, 3.3, V8 a V8S s benzinovým motorem byly od ledna 1997 do května 2004 vyráběny jako sedany a vozy na základě modelu E39.
V únoru 2000 představila Alpina Alpina D10 Biturbo, první šestiválcový vznětový model vyráběný společností Alpina. Motor, třílitrový přeplňovaný motor s výkonem 180 kW (241 k) a točivým momentem 500 N⋅m, vycházel z motoru BMW 530d.

### Protection Line
Lehké obrněné vozidlo 540i Protection bylo uvedeno na trh v Evropě v září 1997 a v Severní Americe od ledna 1998. Mezi tyto modely patřilo pancéřování z aramidových vláken, neprůstřelné sklo, které je potaženo polykarbonátem, aby se snížila tvorba louhu . Ochrana 540i je dimenzována tak, aby odolala nárazu ruční palné zbraně až do .44 Magnum , sklo je také chráněno před útokem tupými předměty, jako jsou baseballové pálky a cihly. Dodatečná bezpečnostní opatření přinesla další hmotnost 130 kg (287 lb) ve srovnání s běžným sedanem 540i. na vyžádání byl k dispozici interkomový systém a od ledna 1998 byla k dispozici pneumatika run-flat.

## Vývoj
K většině změn dochází každoročně v září, kdy se do výroby začnou provádět změny pro následující modelový rok, jak je obvyklé u BMW. Proto změny pro rok 1996 představují například modelový rok 1997.

### 1996
- Představena varianta karoserie kombi (zvaná Touring).
- Představen model 525td.

### 1997
- Palubní počítač byl upgradován.
- Bylo představeno ovládání brzd v zatáčkách .
- Zavedeny zadní boční airbagy.
- Představen sportovní balíček.
- U modelu 540i byla představena možnost automatické převodovky.
- Zahájen prodej v Severní Americe, počínaje modely 528i a 540i.

### 1998
- Představen model M5. Zadní boční airbagy na spodní části těla byly u modelu M5 standardem a pro ostatní modely zůstaly volitelné.
- Motory M52 byly aktualizovány na M52TU .
- Motory M62 V8 byly aktualizovány na M62TU .
- Představen model 530d s novým přeplňovaným vznětovým motorem M57 s přímým šestistupňovým motorem.
- Představeny xenonové světlomety.
- Zaváděny parkovací senzory („Park Distance Control“).
- U modelů kombi zavedeno samonivelační zadní zavěšení .
- Vylepšeno řízení stability (z ASC + T na DSC).
- Sportovní balíček nahrazen balíčkem „M Sport“.
- Samonastavovací spojka (SAC) zavedená u šestiválcových zážehových motorů.
- Satelitní navigace upgradována z MKI (nebo Mark I) na MKII. Stejně jako MKI používá MKII obrazovku 4: 3 a ukládá mapy na CD .

### 1999
- Představeny stěrače čelního skla s dešťovým senzorem (červen 1999)
- Airbagy předních sedadel byly vylepšeny na dvoustupňové

### 2000
V roce 2000 proběhl kompletní facelift. Modely E39 facelift (také známé jako LCI) byly představeny v modelovém roce 2001 (vyrobené od září 2000).
- Modely 520i, 525i a 530i (využívající motory M54) nahrazují modely 523i a 528i (motory M52TU).
- Model 525td (motor M51) nahrazuje model 525d (s motorem M57).
- Model 530d získává zvýšení výkonu.
- Představen model 520d poháněný vznětovým čtyřválcem.
- Upravené světlomety „ angel eyes “.
- Upravená koncová světla s LED brzdovými světly.
- Navigační obrazovka byla aktualizována z 4: 3 na větší širokoúhlý 16: 9.

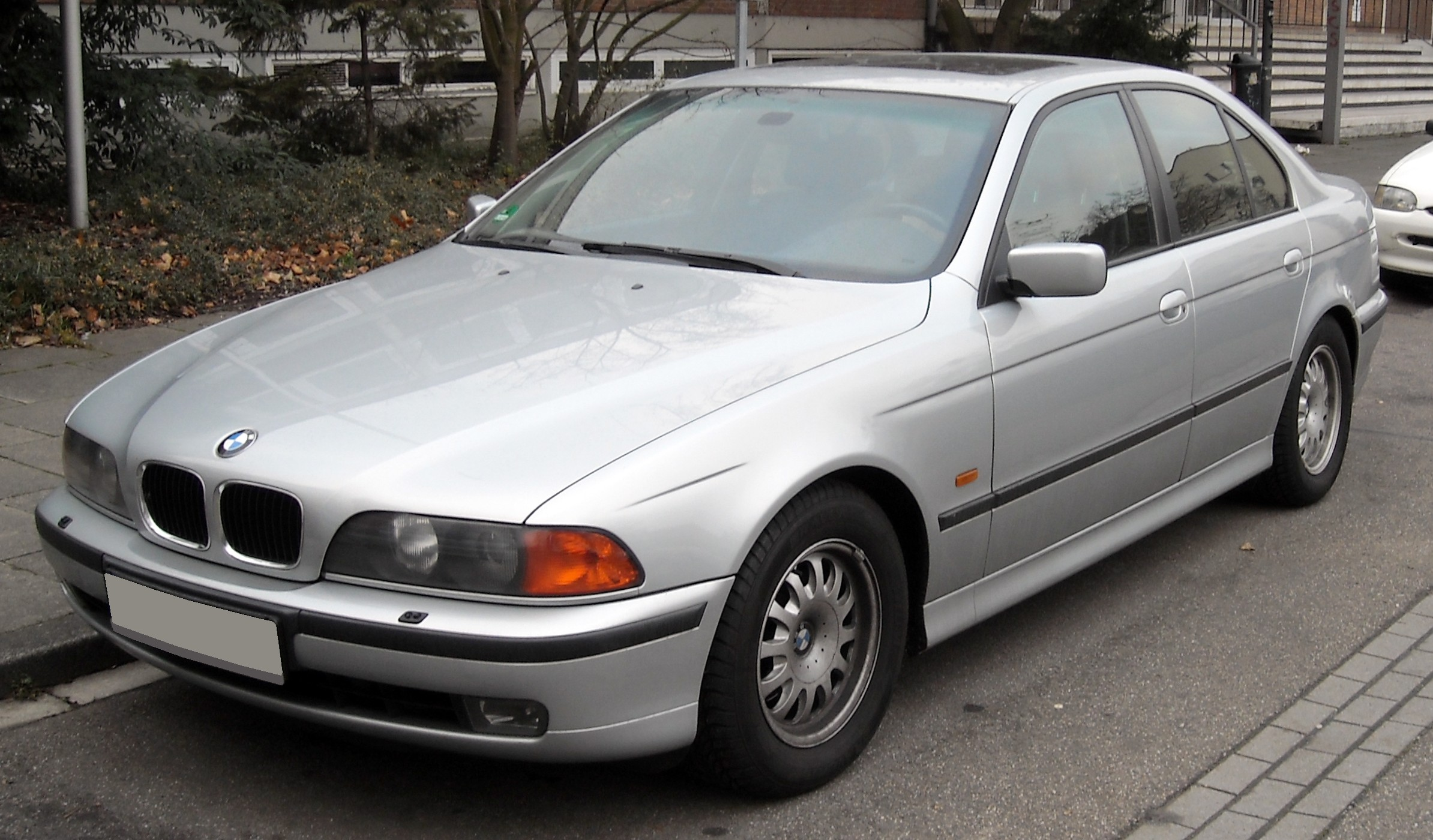
Pre-facelift zepředu
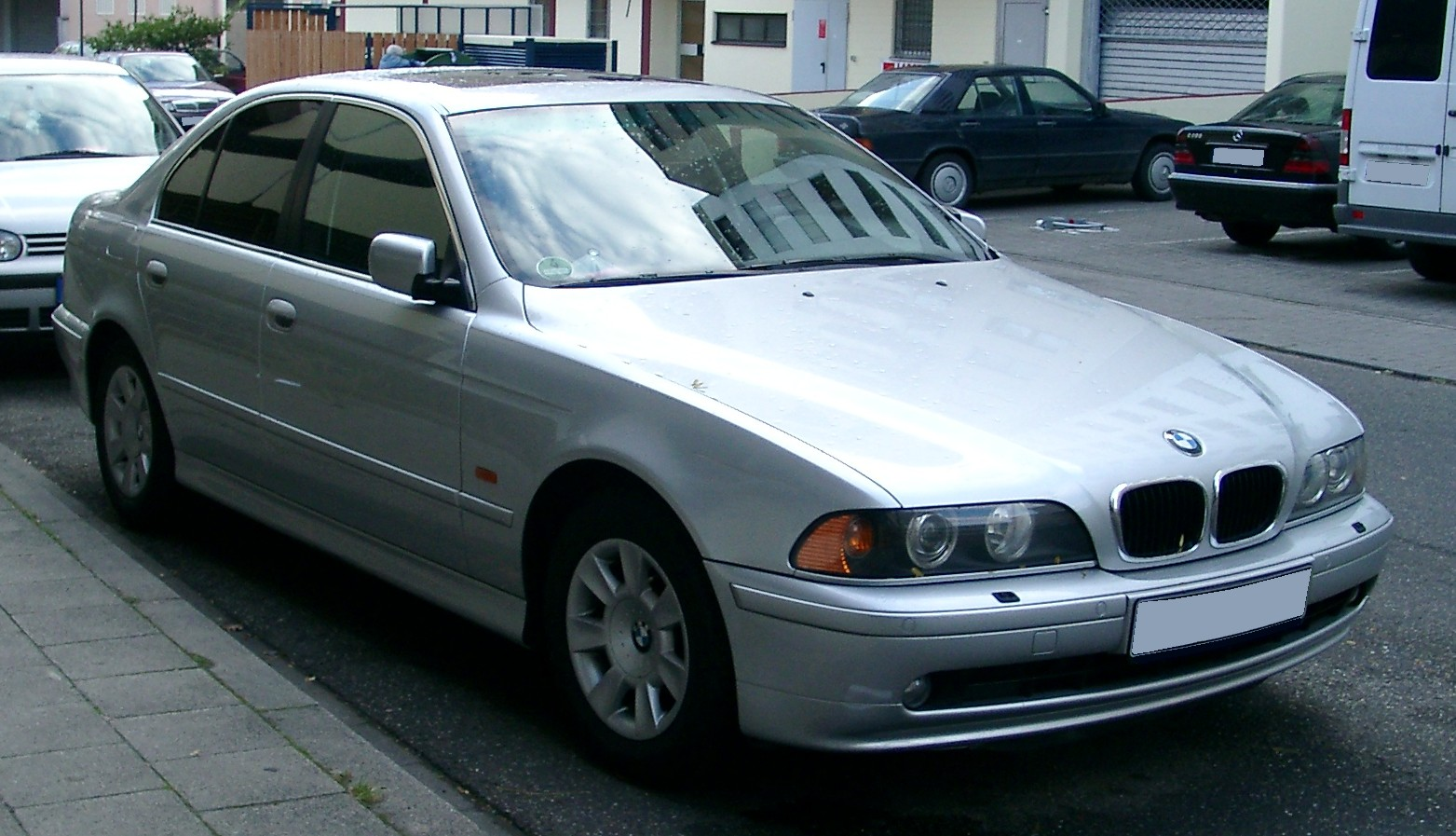
Post-facelift zepředu
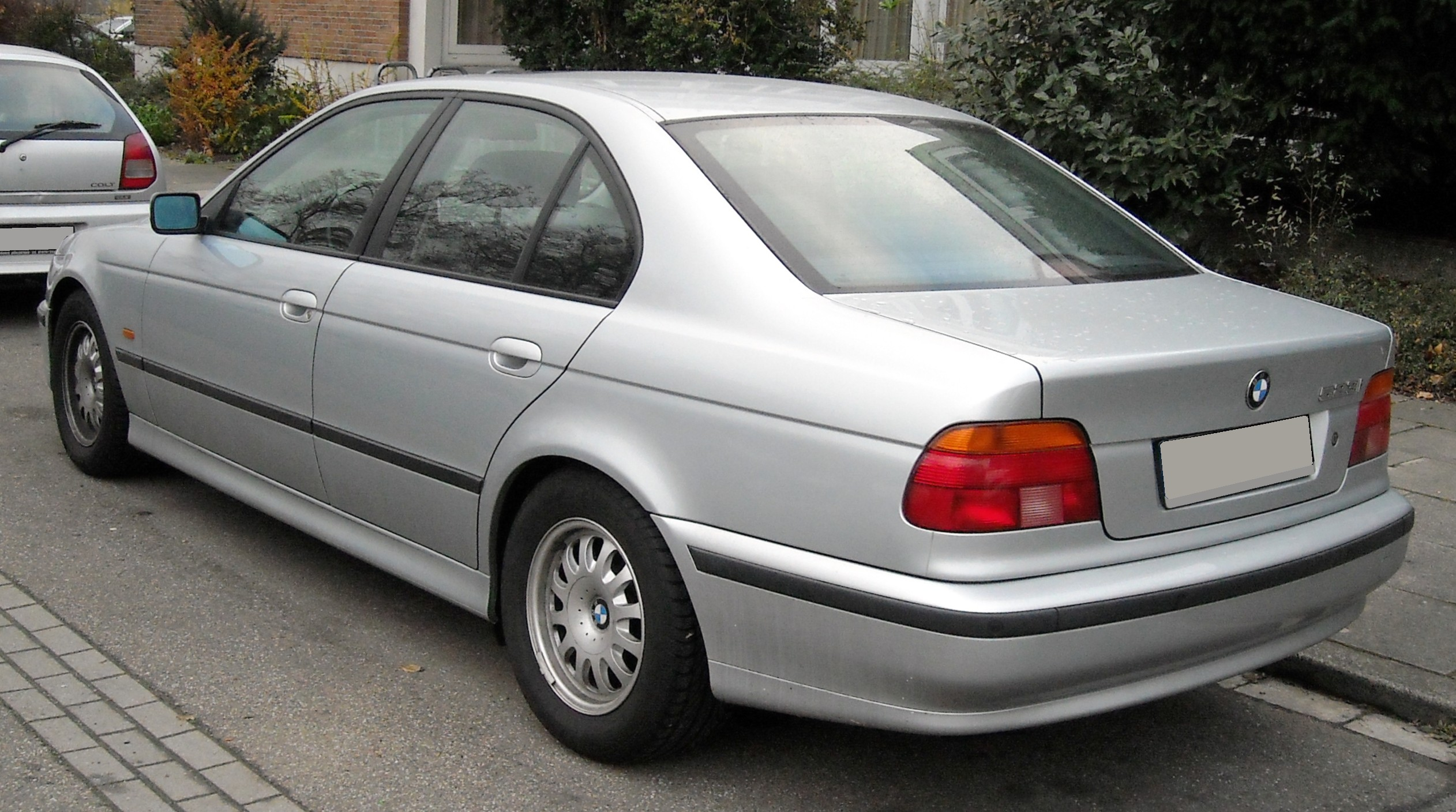
Pre-facelift zezadu
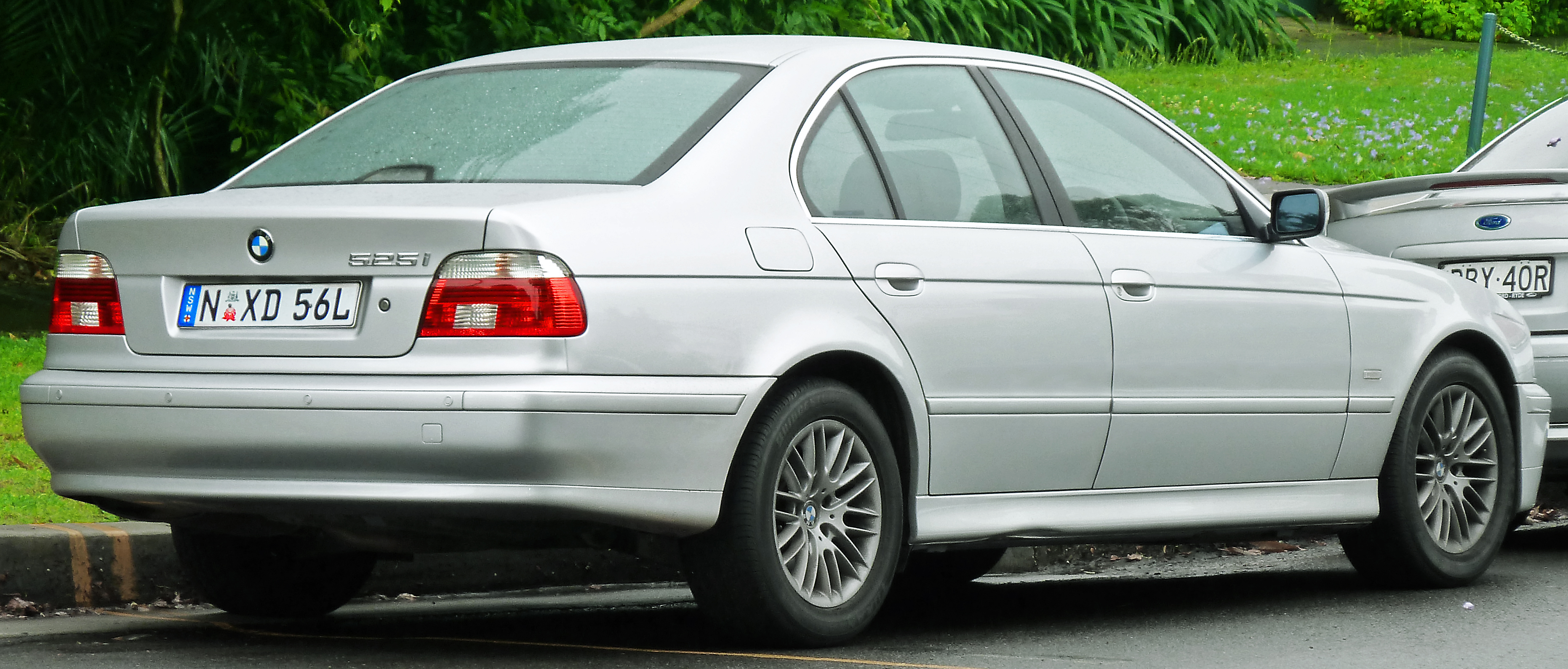
Post-facelift zezadu

### 2001
- Automobily s automatickou převodovkou měly přepnutý směr manuálního řazení (na dopředu pro řazení dolů, dozadu pro řazení nahoru).
- Představeny automatické světlomety.
- Výkon 540i se na americkém trhu zvýšil z 210 kW (282 k) na 216 kW (290 k).
- In-dash CD přehrávač se stává standardní výbavou všech modelů.
- Elektricky ovládané sedadlo spolujezdce se stává standardem u 6válcových modelů a automatická klimatizace se stává standardem u 525i.

### 2002
- Navigace byla upgradována z formátu CD-ROM (8 CD pro USA a Kanadu) na jeden DVD-ROM.

### 2003
- Vyrábí se limitovaná edice modelu 540i M-sport.
- Další chromovaná lišta přidaná na kufru (kufru) a na bocích karoserie.
- Konec výroby a představení nástupce E60

## Motorsport
Ve variantě M5 vůz závodil nejprve italském a později evropském šampionát Superstars Series resp. EuroV8 Series.

## Ocenění
Společnost Car and Driver uvedla model E39 na svém seznamu„ 10 nejlepších “ šestkrát za sebou, a to v letech 1997 až 2002. V roce 2001 časopis Consumer Reports udělil modelu 530i vůbec nejvyšší hodnocení automobilů a prohlásil jej za nejlepší vůz, jaký kdy recenzovali.
Ostatní recenzenti také ocenili modely E39.

## Výroba
První produkční modely byly vyrobeny v únoru 1995, přičemž sériová výroba začala později téhož roku. Většina automobilů byla vyrobena v továrně Dingolfing s kompletní sestupnou montáží používanou v Mexiku, Indonésii a Rusku.